# Света Варвара (Солун)
„Света Варвара“ (на гръцки: Αγίας Βαρβάρας) е православна църква в македонския град Солун, Гърция, енорийски храм на Солунската епархия на Вселенската патриаршия, под управлението на Църквата на Гърция.
Църквата е разположена в центъра на квартала Ано Тумба, на улица „Григориос Ламбракис“ № 106, близо до стадион „Тумба“. На мястото на храма е имало артилерийски казарми. През 1922 година в района са настанени бежанци от Мала Азия, Понт и България. Техните религиозни нужди задоволява малката военна църква „Света Варвара“, смятана за покровителка на артилерията. С увеличаването на населенението се появява нужда от по-голям храм и основният камък на новата църква е поставен на 30 ноември 1947 година от епископ Спиридон Апамейски. Открита е на 4 октомври 1953 година от митрополит Пантелеймон Солунски. Старата военна църква „Света Варвара“ е прекръстена на „Свети Стефан“ и е част от енорията „Света Варвара“.